# Тополяне
Тополя́не (болг. Тополяне) — село в Старозагорській області Болгарії. Входить до складу общини Раднево.

## Населення
За даними перепису населення 2011 року у селі проживали 164 особи, з них 161 особа (99,4%) — болгари.
Розподіл населення за віком у 2011 році:
Динаміка населення: